# Paradise Alley
Paradise Alley es una película estadounidense de 1978 dirigida y escrita por Sylvester Stallone en su debut como director. Stallone también protagonizó la cinta, que cuenta la historia de tres hermanos que viven en el barrio Hell's Kitchen de Manhattan en la década de 1940 y se ven envueltos en el mundo de la lucha profesional. La película cuenta con las actuaciones de Armand Assante, Anne Archer, Kevin Conway y Joe Spinell.
Un gran número de luchadores profesionales actúan en la película, incluyendo cameos de Terry Funk, Ted DiBiase, Bob Roop, Dick Murdoch, Dory Funk Jr., Don Leo Jonathan, Don Kernodle, Gene Kiniski, Dennis Stamp, Ray Stevens y Uliuli Fifita.

## Sinopsis
Víctor, Cosmo y Lenny son tres hermanos de ascendencia italiana que viven en Manhattan. Por petición de Cosmo, Víctor empieza una carrera en la lucha libre profesional, creyendo que esta idea los volverá millonarios. La novia de Víctor no está de acuerdo con la idea, pues piensa que esta práctica atentará contra su propia salud.

## Reparto
- Sylvester Stallone como Cosmo Carboni.
- Armand Assante como Lenny.
- Lee Canalito como Victor.
- Anne Archer como Annie.
- Kevin Conway como Stitch.
- Terry Funk como Frankie the Thumper.[1]
- Frank McRae como Big Glory.
- Joe Spinell como Burp.
- Tom Waits como Mumbles.
- Aimee Eccles como Susan Chow.
- Joyce Ingalls como Bunchie.
- John Cherry Monks, Jr. como Micky.
- Frank Stallone como el cantante.
- Ted DiBiase como el luchador.

## Producción
Sylvester Stallone escribió la historia como una novela, titulada Paradise Alley: La cocina del infierno. La historia del luchador tratando de hacerse un nombre en el mundo del deporte inspiró a Stallone a escribir su obra más famosa: Rocky. En una entrevista con Roger Ebert en 1980, Stallone mencionó que la película era mucho más larga, pero que fue cortada en la producción final de Universal Pictures. Stallone afirmó; "Nunca me perdonaré por la forma como me dejé manipular en el momento de la edición de la película. Había muchas escenas allí que le daban carácter y personalidad al film, pero ellos querían que las cosas se aceleraran un poco. Eliminaron cuarenta escenas en total. Yo logré rescatar diez de ellas y las puse en la versión que se mostró en televisión, por ejemplo, la secuencia completa del soldado sin piernas sentado en un bar comiendo cacahuetes".